# Creugas praeceps
Creugas praeceps is een spinnensoort uit de familie van de loopspinnen (Corinnidae).
De wetenschappelijke naam van de soort werd in 1899 als Corinna praeceps gepubliceerd door Frederick Octavius Pickard-Cambridge.